# Young Man Afraid Of His Horses
Young Man Afraid Of His Horses est un chef amérindien de la tribu des Sioux Oglalas né en 1836 et mort le 13 juillet 1893. Il joua un rôle important dans la lutte que mena son peuple pour conserver un mode de vie traditionnel et combattit les Américains aux côtés de Red Cloud et Crazy Horse lors de la guerre de Red Cloud (1865-1868). Après la guerre et contrairement à Red Cloud, Young Man Afraid Of His Horses prôna la paix avec les Américains et chercha à accompagner son peuple dans la période qui suivit leur installation dans les réserves.